# Arcidiocesi di Germia
L'arcidiocesi di Germia (in latino Archidioecesis Germiensis) è una sede soppressa e sede titolare della Chiesa cattolica.

## Storia
Germia, identificabile con Gümüşkonak (già Yurme), nel distretto di Günyüzü (provincia di Eskişehir) in Turchia, è un'antica sede arcivescovile autocefala della provincia romana della Galazia Seconda nella diocesi civile del Ponto e nel patriarcato di Costantinopoli.
Si deve probabilmente alla visita di Giustiniano I nel 564 l'elevazione della sede al rango di arcidiocesi autocefala della Galazia Seconda; successivamente fu ulteriormente elevata al rango di sede metropolitana senza suffraganee. L'arcidiocesi è documentata nelle Notitiae Episcopatuum del patriarcato di Costantinopoli fino al XIV secolo.
Di questa antica arcidiocesi, che ebbe nel tempo anche il nome di Myriangeloi per la presenza di una chiesa dedicata ai Santi Angeli Custodi, sono noti diversi arcivescovi. Menas partecipò al secondo concilio di Costantinopoli nel 553. Emiliano è menzionato nella vita di san Teodoro Siceota tra VI e VII secolo, come pure il successore Giovanni. Mosè sottoscrisse gli atti del concilio in Trullo del 691/692. Pietro intervenne al secondo concilio di Nicea nel 787. Niceta partecipò al concilio di Costantinopoli dell'879-880 che riabilitò il patriarca Fozio di Costantinopoli. La sigillografia ha restituito il nome del vescovo Costantino, il cui sigillo è datato al X secolo. Un altro vescovo di nome Costantino, forse lo stesso che il precedente, partecipò al sinodo di Costantinopoli del 1030, dove fu condannata l'eresia giacobita. È noto poi il sigillo di un anonimo vescovo, vissuto nell'XI secolo. Un altro prelato di nome Costantino, indicato come metropolita, partecipò al sinodo di dicembre 1079. Infine un anonimo metropolita è menzionato nel sinodo del 1082.
Dal XX secolo Germia è annoverata tra le sedi arcivescovili titolari della Chiesa cattolica; la sede è vacante dal 26 giugno 1967.

## Cronotassi

### Arcivescovi greci
- Menas † (menzionato nel 553)
- Emiliano † (tra VI e VII secolo)
- Giovanni † (inizio del VII secolo)
- Mosè † (prima del 691 - dopo il 692)
- Pietro † (menzionato nel 787)
- Niceta † (prima dell'879 - dopo l'880)
- Costantino I † (X secolo)
- Costantino II † (menzionato nel 1030)
- Anonimo † (XI secolo)
- Costantino III † (menzionato nel 1079)
- Anonimo † (menzionato nel 1082)

### Arcivescovi titolari
- Edward Kozlowski † (12 novembre 1913 - 6 agosto 1915 deceduto)
- Michael Sheehan † (22 febbraio 1922 - 1º marzo 1945 deceduto)
- Alfredo Pacini † (28 aprile 1946 - 26 giugno 1967 nominato cardinale diacono dei Santi Angeli Custodi a Città Giardino)